# Spilocuscus papuensis
Spilocuscus papuensis är en pungdjursart som först beskrevs av Anselme Gaëtan Desmarest 1822. Spilocuscus papuensis ingår i släktet fläckkuskusar och familjen klätterpungdjur. IUCN kategoriserar arten globalt som sårbar. Inga underarter finns listade.
Pungdjuret förekommer på ön Waigeo väster om Nya Guinea samt på små öar i samma region. Arten vistas där i tropisk regnskog.